# Nicolas Garbet
Nicolas Garbet, né le 14 août 1991, est un coureur cycliste français, actif de 2010 à 2019.

## Biographie
Il commence le cyclisme en amateur au Club cycliste Villeneuve Saint-Germain près de Soissons de 2010 à 2013 puis intègre ensuite le Cyclo-club de Nogent-sur-Oise de 2014 à 2019.
En 2014, il termine 27e de la Ronde pévéloise et participe au Grand Prix de Lillers-Souvenir Bruno Comini où il se classe 60e au général mais 13e au Classement du prix des monts et 15e au Classement du combiné.
Il se classe 30e au Paris-Arras Tour de 2015.
Au Grand Prix de Lillers-Souvenir Bruno Comini 2016, il améliore son classement en terminant 32e au général.

## Palmarès
- 2013
  - 2e de Paris-Vallangoujard
  - 3e du Grand Prix de Beuvry-la-Forêt
- 2015
  - 2e du Grand Prix de Saint-Souplet
  - 2e du Grand Prix de Boussières-sur-Sambre
- 2016
  - 3e du Circuit du Port de Dunkerque
- 2017
  - 2e des Boucles du Haut-Var (3e épreuve)
- 2018
  - Grand Prix de Saint-Souplet
  - Challenge mayennais - Fougerolles-du-Plessis
  - 3e du Tour du Pays Lionnais